# Палац Природи

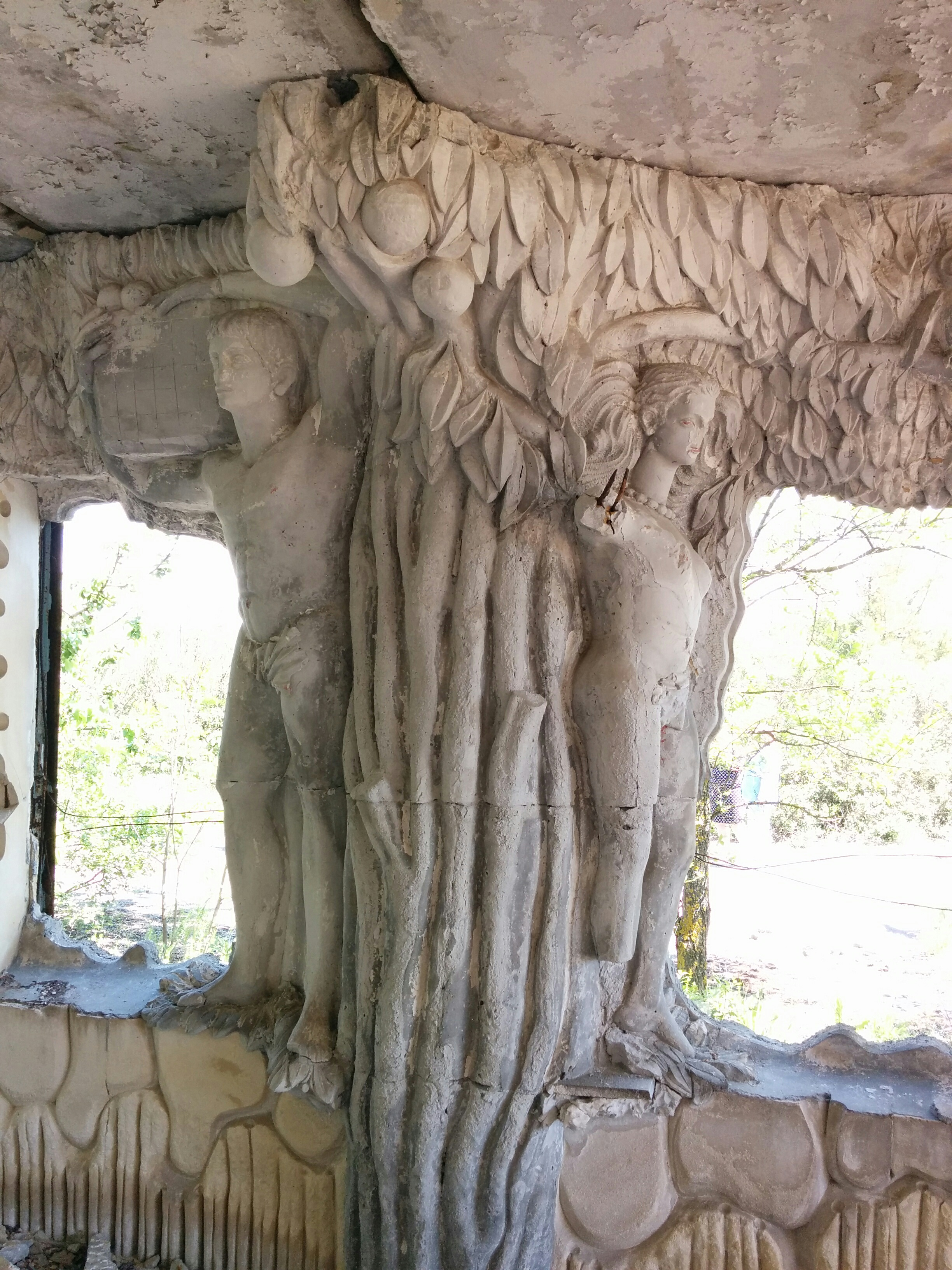
Зображення чоловіка та жінки під деревом, ймовірно, яблунею

"Палац Природи"  ("Дім Природи")— це монументальна будівля, що знаходиться в Єланецькому степу,  природоохоронній території. Найближче поселення - село Калинівка (Єланецький район). Палац Природи створювався як частина заказнику місцевого значення "Роза" для проведення культурних та освітніх заходів, а також організації відпочинку дітей та юнацтва.

## Історія
Ініціатором створення Палацу Природи виступив директор радгоспу імені газети «Правда» Валентин Іванович Садовський.  
Палац Природи було зведено у 1982 році післи чотирьох років будівельних робіт, що проводилися радгоспними будівельниками. До складу "Палацу" входили наукова бібліотека, кімнати для занять, відпочинку, зал для гербаріїв, обсерваторія, кафе та службові приміщення. 
Вражає багате внутрішнє оздоблення "Палацу" барельєфами з зображенням рослин, тварин та ідеї пізнання флори та фауни людиною. Автори та виконавці внутрішнього оздоблення  наразі невідомі.

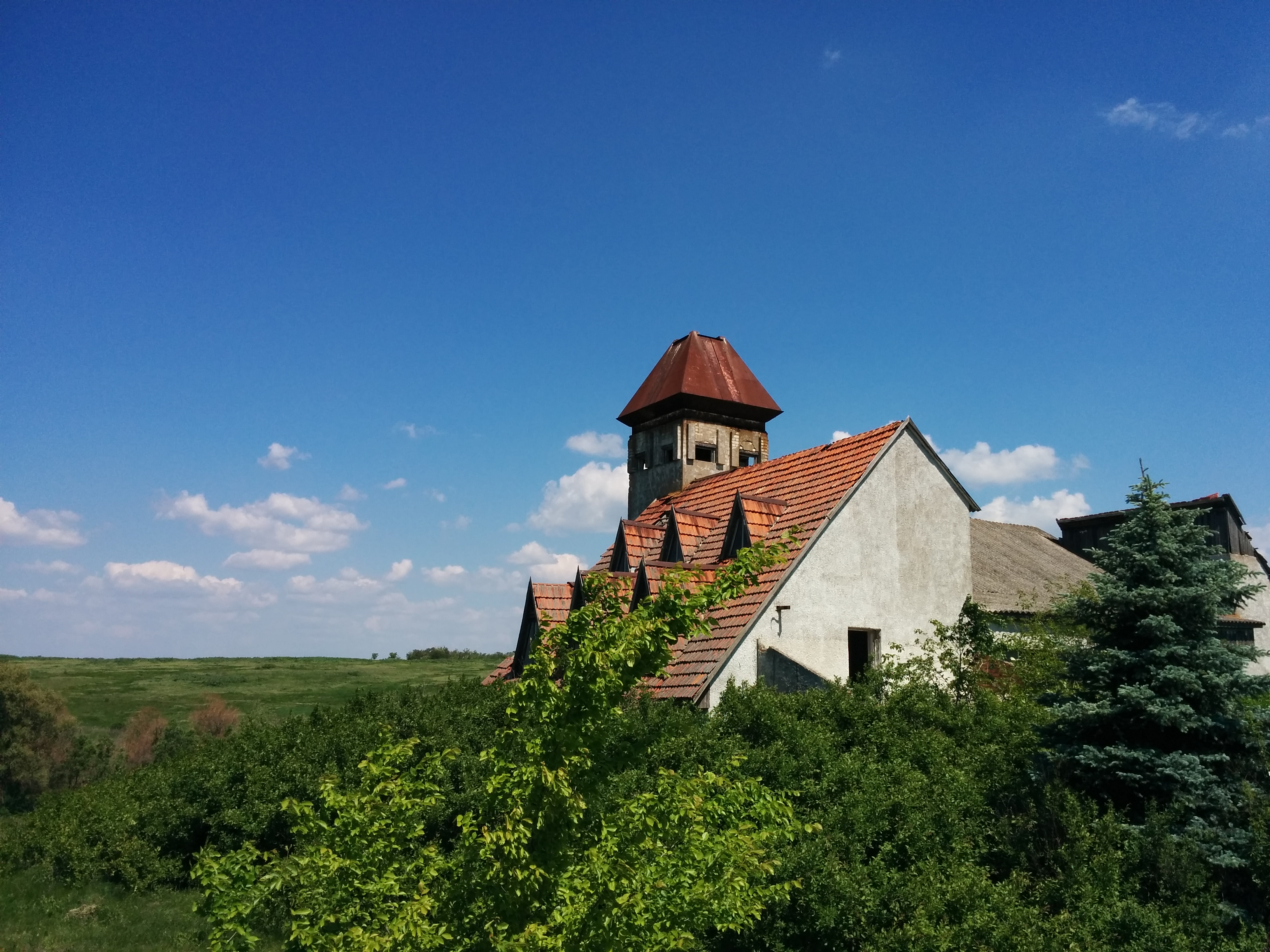
Екстер'єр "Палацу Природи"

## Сучасний стан
"Палац Природи" потребує капітального ремонту, частина барельєфів та інших елементів інтер'єру втрачена. Станом на 2020 рік, заняття у "Палаці Природи" не проводяться.

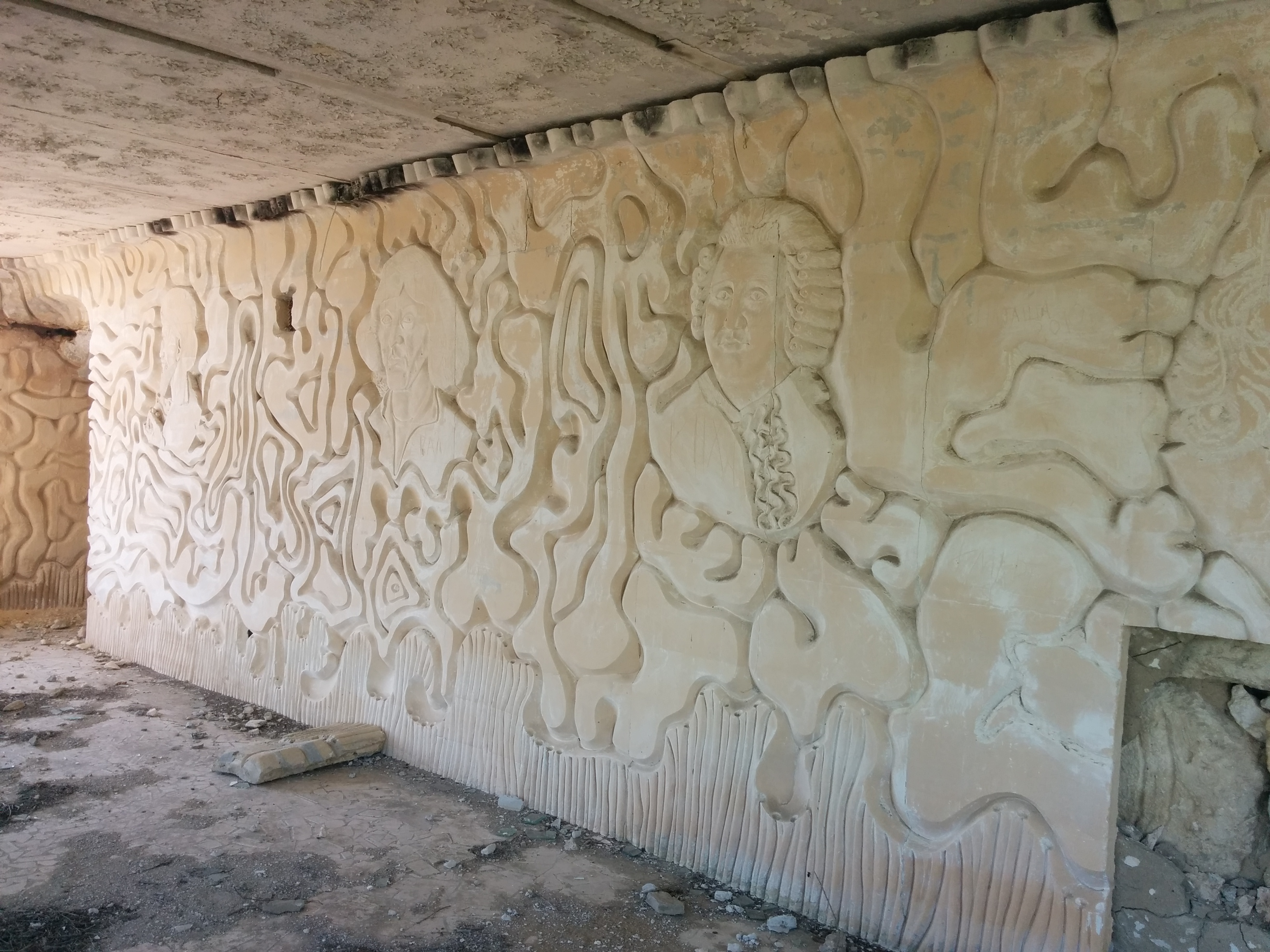
Стіна в кафтерії з зображенням вчених